# Molí de vent
|  | Per a altres significats, vegeu «Molí de Vent». |

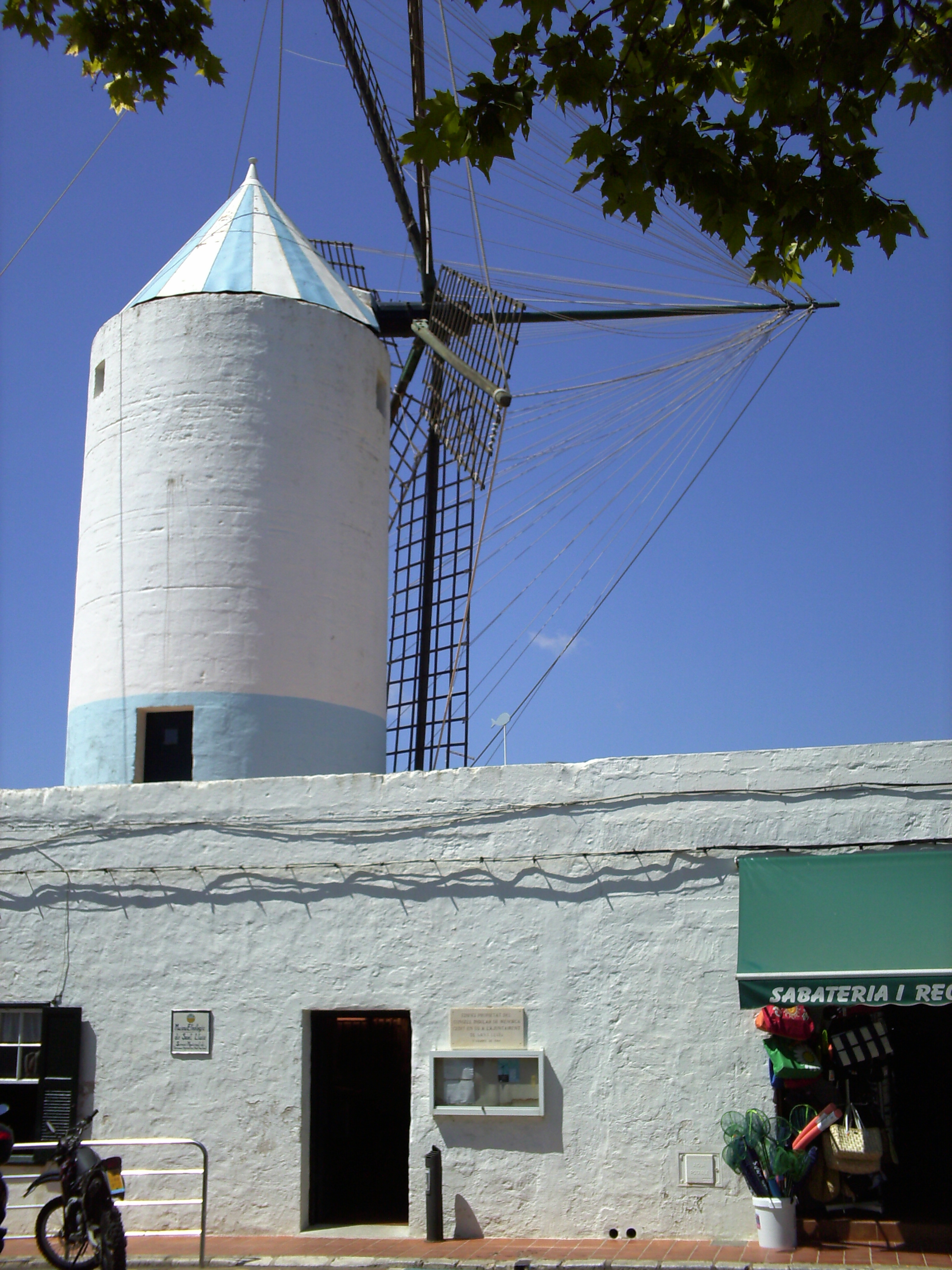
Es Moli de Dalt a Sant Lluís.

Un molí de vent és una màquina que converteix energia eòlica en un moviment circular per mitjà d'aspes.
Els molins de vent tradicionals, amb rotor d’eix a grans trets horitzontal, aprofitaven la força del vent per a moldre cereals i fer farina. També hi havia molins paperers, molins drapers, molins de pólvora i molins per a serrar fusta.

## Història dels molins de vent

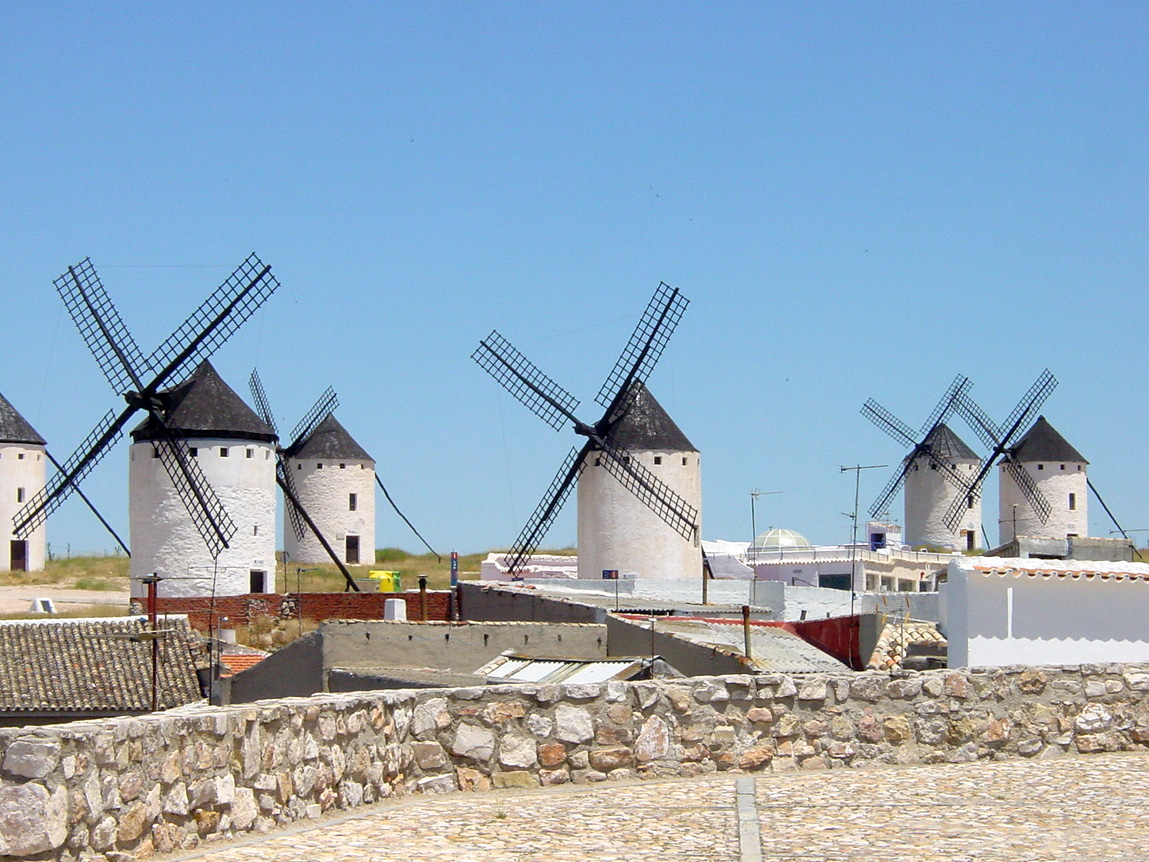
Molins de vent de Campo de Criptana.

Els sumeris ja empraven cap a 3.500 anys aC embarcacions de vela mogudes pel vent. No és gaire clar en quin moment es va passar a aprofitar el vent per a moldre gra, sembla que a Pèrsia o a l'illa grega de Miconos aparegueren els primers, però també a la Xina de forma contemporània es feien servir per bombar aigua i regar.
Al segle x es van d'introduir els molins de vent a Catalunya i des d'aquí van passar a la resta d'Europa. Al-Himyari (segle x) diu: «[…] Una de les curiositats de Tarragona consisteix en els molins de vent […]»
A Europa occidental la primera referència d'un molí al nord dels Pirineus, és de l'any 1105 (a França), però al segle xiii els molins ja estaven generalitzats. El 1584 el matemàtic i brugenc Simon Stevin (1548-1620) va desenvolupar i patentar davant els estats dels Països Baixos un molí per a drenar els pòlders. La revolució industrial i les màquines de vapor arraconaren l'ús de l'energia eòlica en general i no va ser fins a la crisi del petroli de final del segle xx quan es van prendre noves iniciatives i recerques en aquest camp amb l'aplicació del concepte modern d'aerogenerador.
A Mallorca el 1845 l'enginyer holandès Paul Bouvij construí el primer molí modern per al drenatge dels aiguamolls del Prat de Sant Jordi. El 1854 Damiá Reixach creà el molí de ramell, per a l'extracció d'aigua, el 1862 s'hi afegí la cua per a orientar-lo i el 1880 augmentaren les dimensions de tot el molí.
Aquest nou molí tingué una gran difusió a la primera meitat del segle xx i aprofità els avanços de la revolució industrial: l'estructura era en part metàl·lica (de ferro de fosa i bigues amb claus) i en part de fusta (antenes). El 1934 s'adaptà el molí americà al de ramell, amb la substitució de la fusta pel metall a les pales.

## Aerogeneradors

### Generalitats i terminologia
En un molí o aerogenerador el conjunt de pales o aspes que giren s’anomena rotor. L’eix (teòric o virtual) de gir del rotor queda definit pel disseny del conjunt. Físicament hi pot haver un eix material (tècnicament es tracta d’un arbre)coincident amb l’eix imaginari.
El conjunt molí/aerogenerador disposa d’una estructura fixa ancorada en una base ben fonamentada.

### Molins d’eix vertical
Són els més antics. Hi ha exemples a Pèrsia (c.1300 dC) i a Xina (1219 dC). Altres fonts parlen de l'any 644.

Esquema d’un molí persa d’eix vertical

Un llibre de viatges de 1872 descriu un molí d'aquest tipus.

### Eix vertical moderns

#### Aerogenerador Savonius

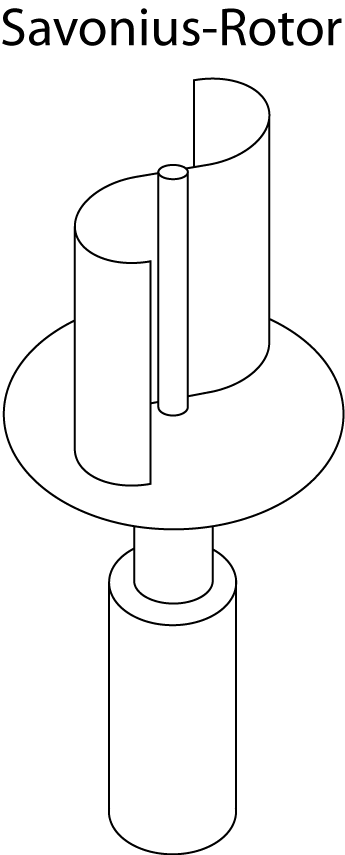
Rotor Savonius

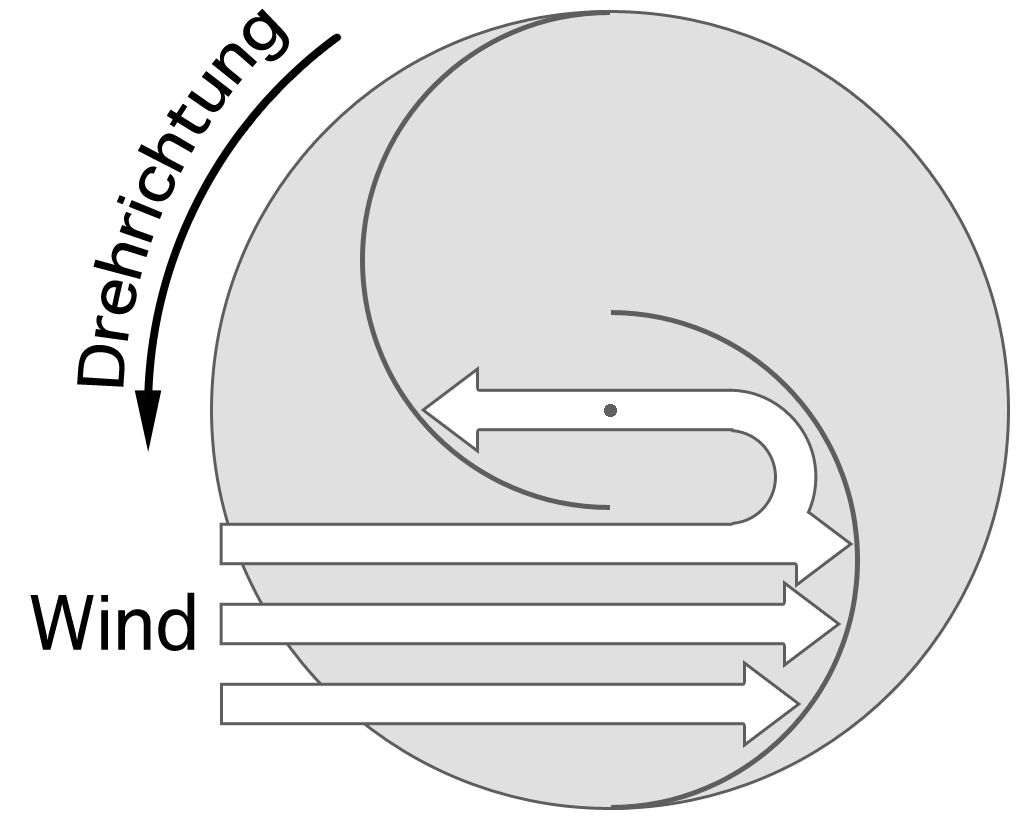
Aerogenerador Savonius

El seu origen data de començaments del segle xx i deuen el seu nom al seu creador l'enginyer finlandès Sigurd J. Savonius. Els generadors de Savonius són d'eix vertical i normalment de baixa potència. Encara que tenen un baix rendiment, per la simplicitat són molt utilitzats per subministrar energia a aparells molt aïllats i de poc consum. Són de construcció molt simple amb dos semicilindres col·locats en forma de S. La part còncava recull la força del vent, mentre que l'altre semicilindre dona la cara convexa que té menys resistència al vent i d'aquesta forma el vent fa girar el rotor i aquest, el generador, que normalment es troba a la part inferior.

#### Aerogenerador Darrieus

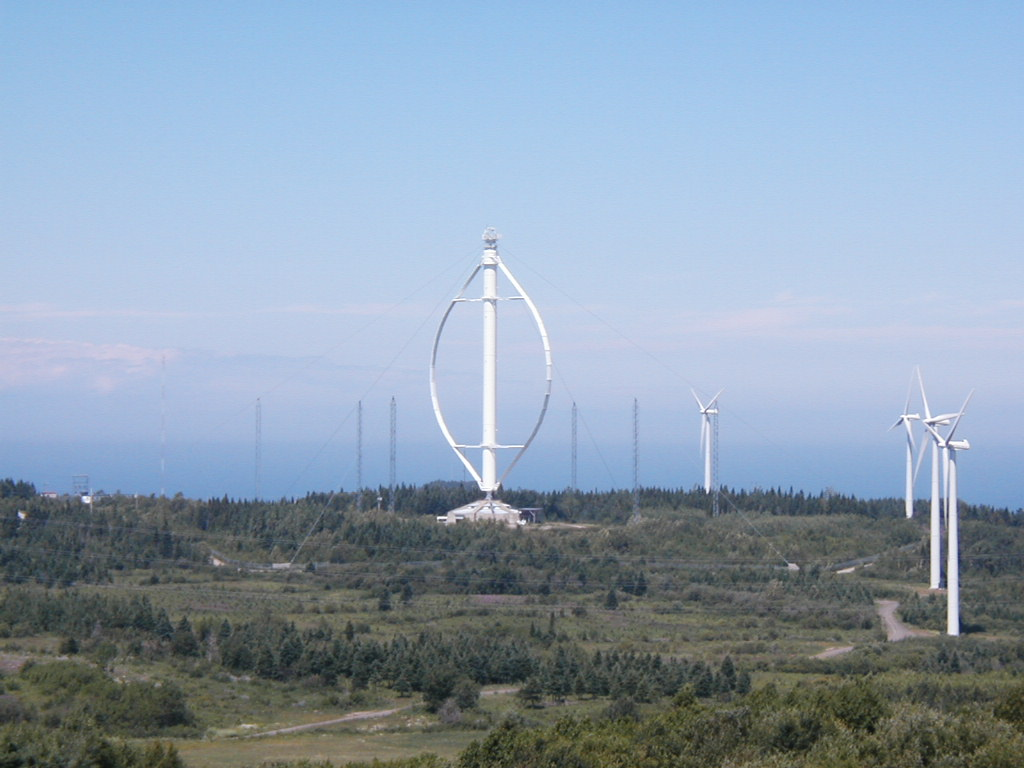
Generador del tipus Darrieus.

Els aerogeneradors Darrieus estan basats en el rotor d'eix vertical desenvolupat per l'enginyer francès Georges Darrieus. Aquests rotors presenten la particularitat que no s'engeguen sols. Cal donar-los una velocitat inicial mitjançant un motor o rotors Savonius acoblats. Pel seu aspecte, en els països de parla anglesa se'l coneix per l'eggbeater, és a dir, la batedora d'ous.
És un sistema relativament bo, ja que té un elevat rendiment i no necessita cap mecanisme d'orientació. Però encara que és fàcil el manteniment del generador, ja que es troba a la base, la dificultat de construcció i de control davant de grans vents ha fet que ja no s'en construeixi pràcticament cap. El generador Darrieus més gran construït mai es troba a Cap-Chat (Canadà) amb una alçària de 110 m, i una potència de 4 MW; però, una gran ventada l'any 1992 el va avariar i resta al lloc com a monument visitable.

## Documents
- 718. Molins de vent a Bohemia.[18]
- 1199. Molí de vent autoritzat per Joan sense Terra.

| « | Possint construere molendinum venti in libero tenemente suo de Wade. | » |
| — |                                                                      |   |

- c1403. Ruy González de Clavijo, en la seva ambaixada a la cort de Tamerlà, descriu el port de Rodes i parla de catorze molins de vent a un dels molls del port.[20]
- 1468. Retaule de Sant Jordi de Pere Niçard. La pintura mostra un molí de vent.
- Jeroni Girava va escriure un tractat d'hidràulica, elogiat per Girolamo Cardano i avui perdut,[21][22] que tenia el títol: Declaració de l'ús i fàbrica dels instruments d'aigua, molins i altres coses.[23][24]

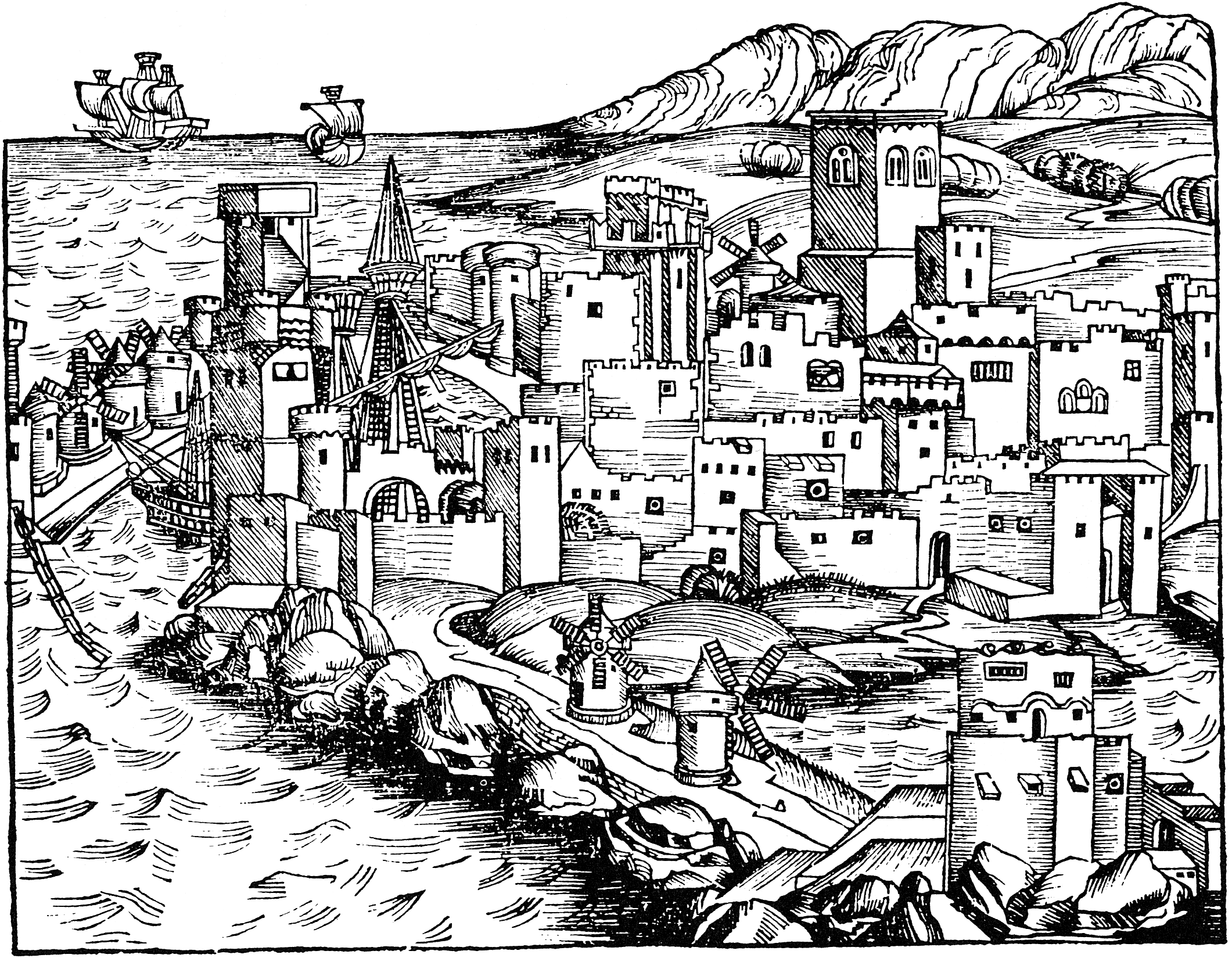
Gravat de Rodes mostrant molts molins de vent. Liber chronicarum, Hartmann Schedel. 1493.
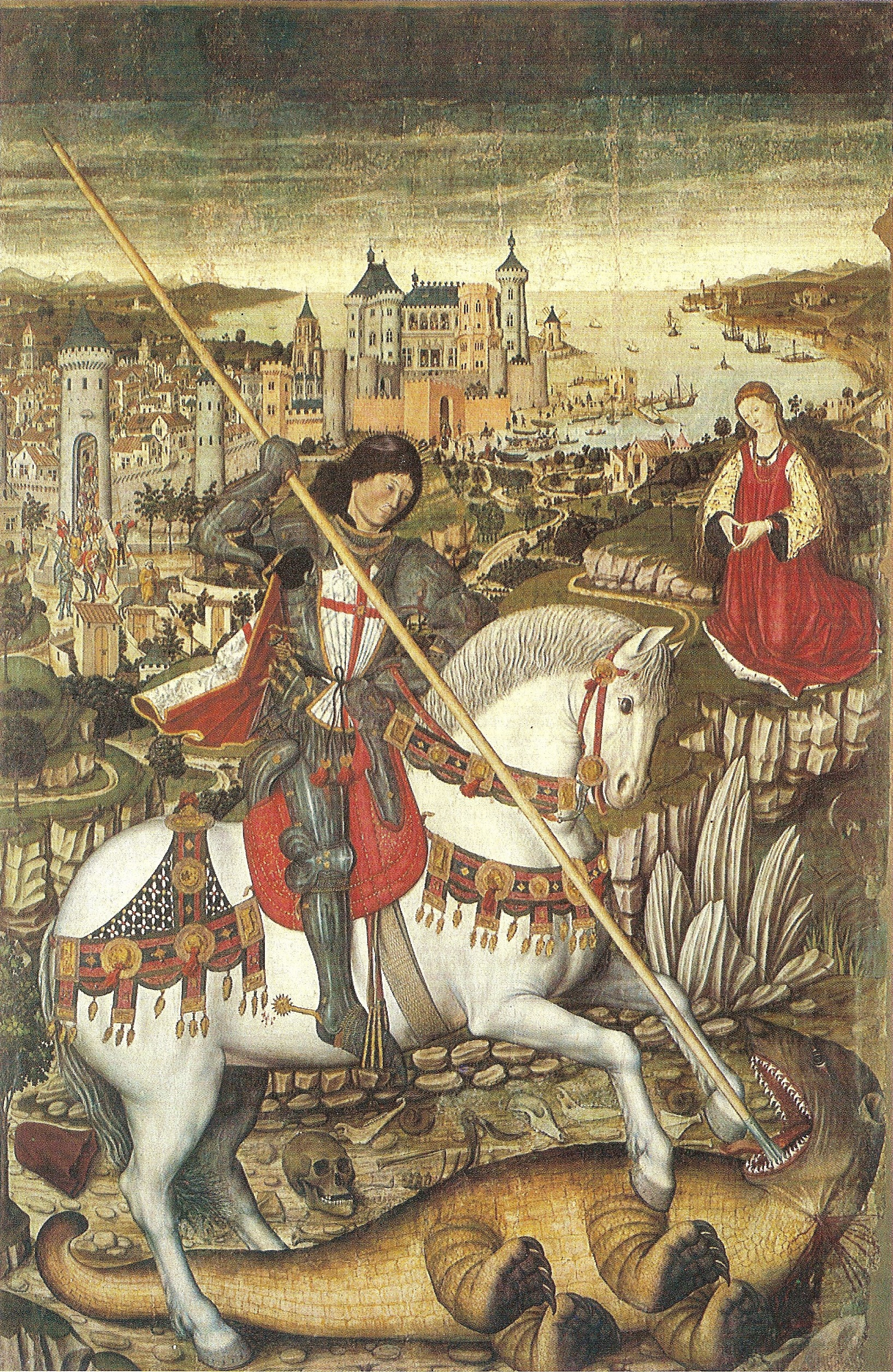
Retaule de Sant Jordi de Pere Niçard (1468), amb la Ciutat de Mallorca idealitzada al fons. Museu Diocesà de Mallorca

## Literatura
Les referències en obres literàries als molins de vent, directes o indirectes, són relativament nombroses.
- 1605. Gegants i molins al Quixot.[26]
- 1890. Lettres de mon moulin. Alphonse Daudet.[27]
- 1895. Jan of the Windmill.[28]

## Locals d'espectacles

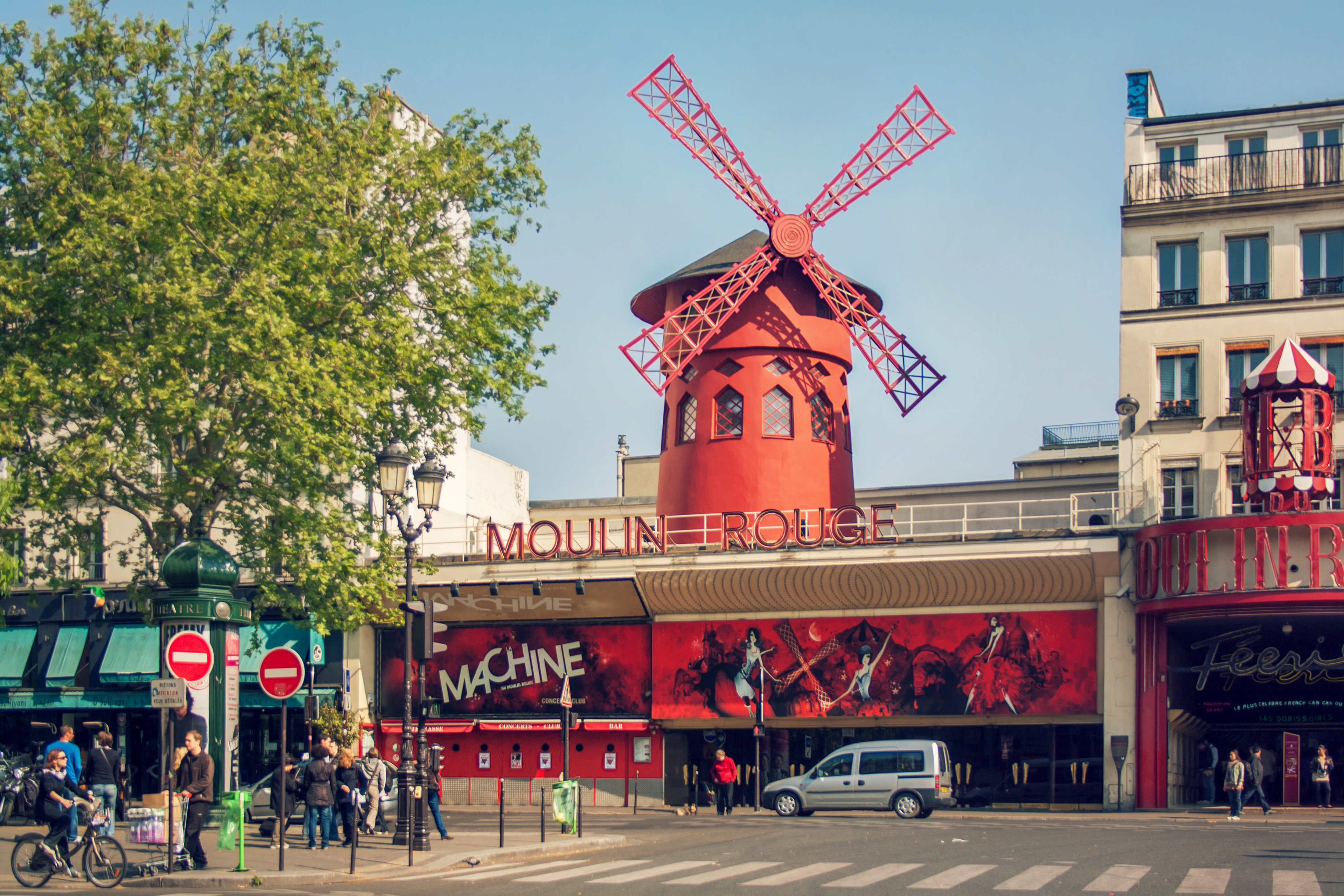
Moulin Rouge (París)
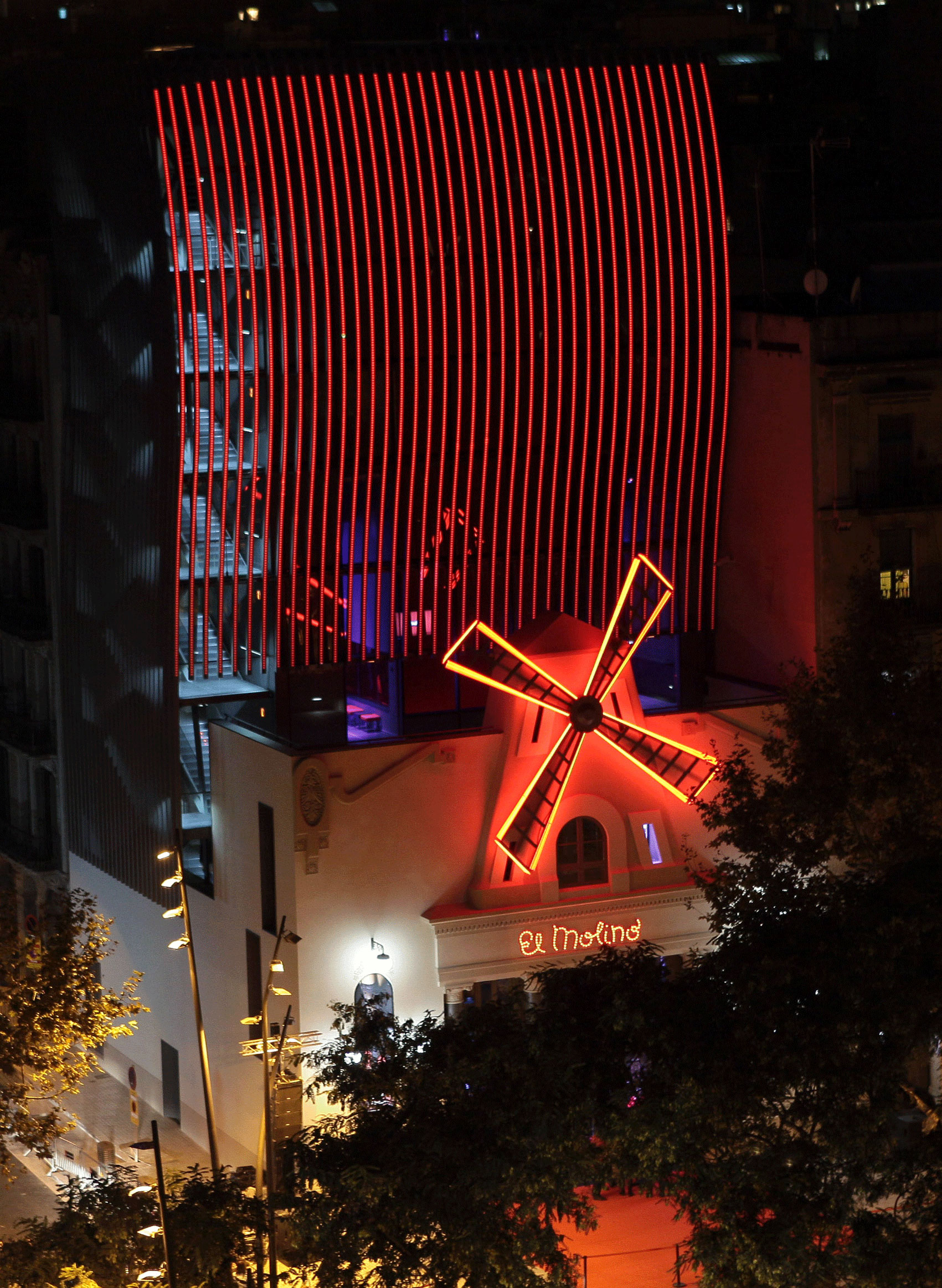
El Molino de Barcelona